# Nasher Sculpture Center
Le Nasher Sculpture Center est un musée situé dans le quartier des arts de Downtown à Dallas, Texas (É.-U.).
Créé par Raymond Nasher et conçu par l'architecte italien Renzo Piano, il est inauguré en octobre 2003. Il présente les collections privées de son créateur ainsi que des expositions itinérantes. Le musée inclut des bureaux, deux niveaux de galeries, un restaurant, un amphithéâtre, des salles de classe, un jardin extérieur et une installation de la série Sky Space de James Turrell.
Il représente la vision de Raymond Nasher : créer un musée à ciel ouvert, qui soit une retraite paisible propice à la réflexion sur l'art et la nature, aussi bien qu'une maison publique pour sa collection de sculptures du XXe siècle.
Le but était de produire une structure de durabilité significative qui supporterait les dons de la collection, et de servir, comme une sorte de noble ruine, à la réminiscence des sites archéologiques solidement ancrés des anciennes civilisations et de leur continuité à travers le temps.

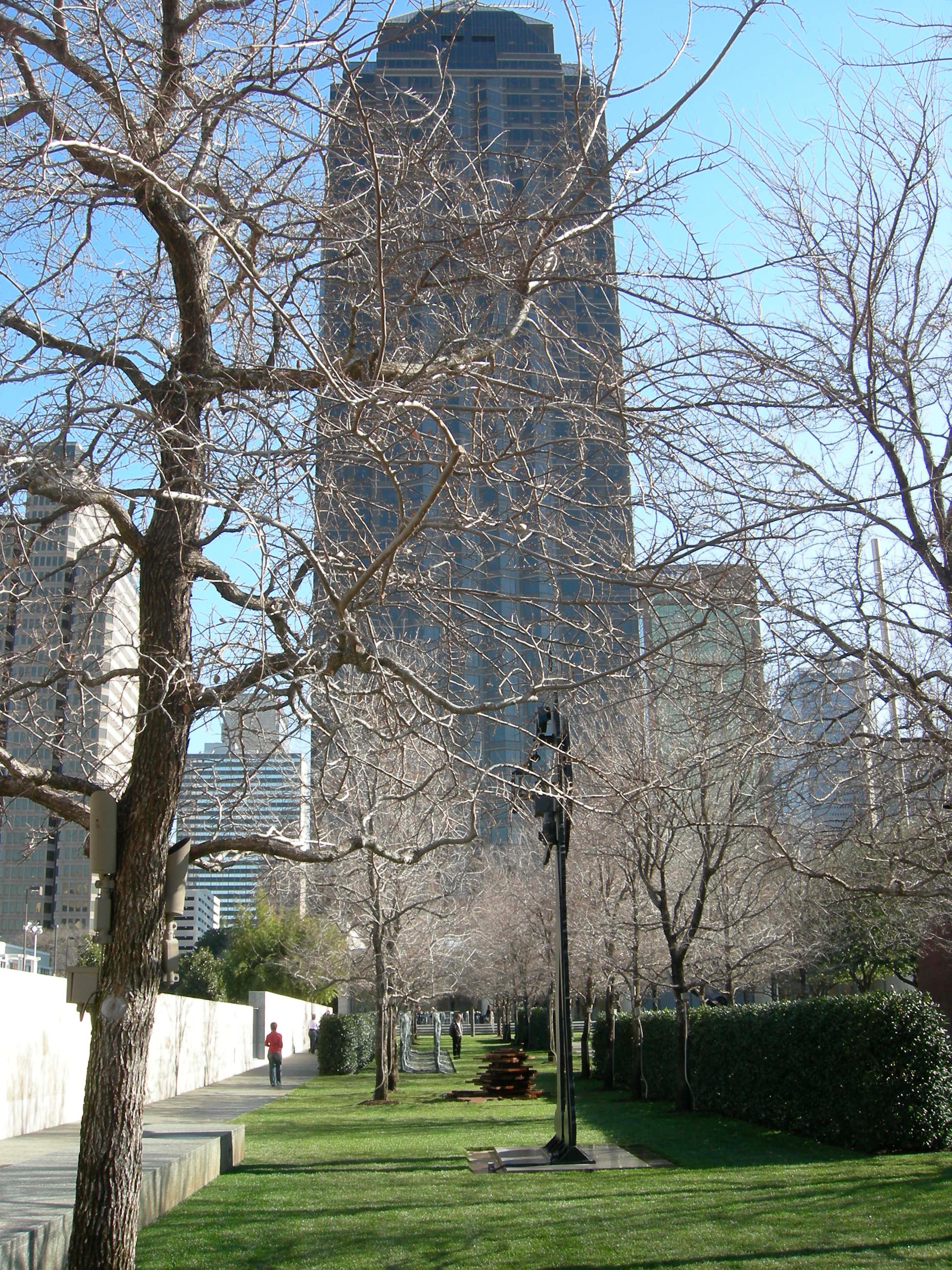
Une vue du jardin du Nasher Sculpture Center

## Sources
- (en) Cet article est partiellement ou en totalité issu de l’article de Wikipédia en anglais intitulé « Nasher Sculpture Center » (voir la liste des auteurs).